# بوقلمون‌ماهی دوخال
بوقلمون‌ماهی دوخال، بوقلمون‌ماهی دونقطه‌ای، خروس‌ماهی دونقطه‌ای، خروس‌ماهی دوچشمی یا شیرماهی خال‌چشمی (نام علمی: Dendrochirus biocellatus)، گونه‌ای از ماهی‌های پرتوباله دریایی وابسته به خانواده عقرب‌ماهیان (عقرب‌ماهی‌ها و خروس‌ماهی‌ها) است. این گونه در سراسر آبهای گرمسیری منطقه هند و غرب اقیانوس آرام گسترده‌است. این گونه، در طبیعت از ماهی‌های کوچک و همچنین میگو می‌خورد.